# المدرسة الجبرتية (اليمن)
 المدرسة الجبرتية بزبيد  هي مؤسسة تعليمية شيدت عام 1350 ميلادية أيام الملك المجاهد علي 